# 33인의 동부인

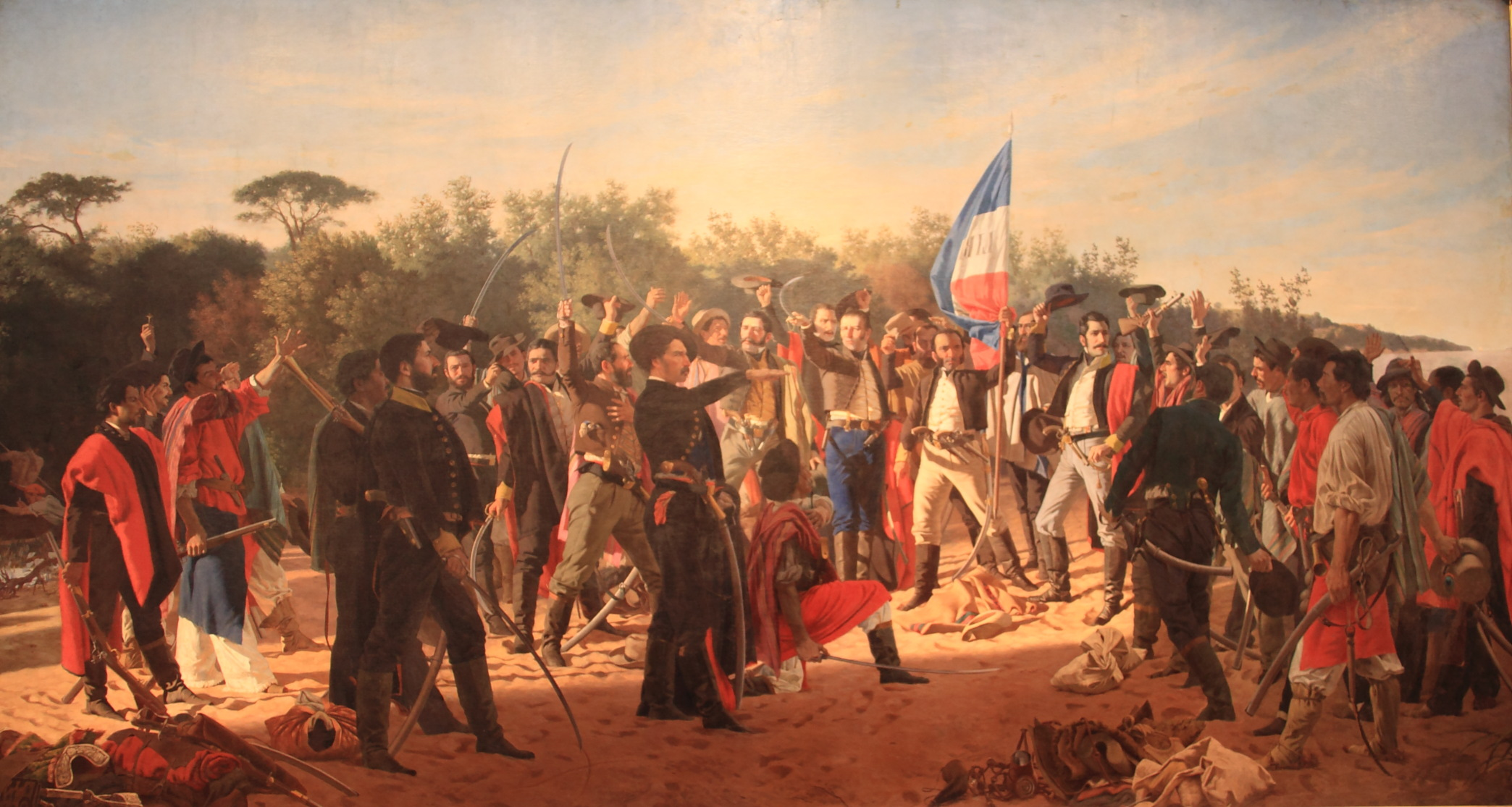
후안 마누엘 블라네스의 그림 《33인의 동부인의 선서》

33인의 동부인의 기

33명의 동부인(스페인어: Treinta y Tres Orientales)은 후안 안토니오 라바예하와 마누엘 오리베가 이끄는 브라질 제국에 대항한 혁명 단체였다. 그들의 행동은 현대 우루과이의 기초로 정점에 달했다. 그들은 1825년에 현대 우루과이와 현대 브라질 히우그란지두술주의 일부를 포괄하는 역사적 영토인 오리엔탈 지방의 독립을 위해 브라질의 지배로부터 반란을 시작하면서 33인의 동부인이라는 이름으로 유명해졌다.

## 같이 보기
- 아르헨티나-브라질 전쟁
- 브라질 제국
- 후안 안토니오 라바예하
- 우루과이의 역사
- 트레인타이트레스